# Sarona
Sarona (en hebreo: שרונה‎) era una colonia alemana templaria ubicada en Tel Aviv, Israel. Ahora es un barrio de la ciudad. Fue uno de los pueblos modernos tempranos establecidos en la Tierra de Israel.

## Historia
Sarona fue construida en 1871. Se encuentra situada al noreste de Jaffa. Ahora, la tierra de la antigua colonia se encuentra en el centro de Tel Aviv. Muchas personas pertenecientes a las comunidades templarias se convirtieron en simpatizantes nacionalsocialistas antes y durante la Segunda Guerra Mundial. En julio de 1941 las autoridades del Mandato Británico de Palestina deportaron a 188 habitantes del barrio, debido a que estos simpatizaban con el nazismo.

## Actualidad
Hoy en día, el lugar ha sido reformado y renovado como una "aldea de las compras, el descanso y el entretenimiento."